# Месията ще дойде отново (песен)
„Месията ще дойде отново“ (на английски: The Messiah Will Come Again) е инструментална композиция на американския китарист и блусмен Рой Бюканън, първия запис на която прави през октомври 1969 година.
Песента Бюканън изпълнява предимно в стил балада на концерти след кратко меланхолично встъпление, речитатив за живота и разпятието на Исус Христос, който ще дойде пак, дори и в най-малкия град.
„Месията ще дойде отново“ има забележителен кавър – ода, изпълнявана от британския китарист и композитор Гари Мур, включен в CD изданието на албума му от 1989 г. „After the War“. Запомнящо се изпълнение на композицията Мур прави на джаз фестивала в Монтрьо през 1990 година.